# Tata i małolata
Tata i małolata (ang. My Father the Hero) − amerykańsko-francuska komedia romantyczna z 1994 roku. Remake francuskiej komedii Mon pere, ce heros.

## Fabuła
Opiekuńczy ojciec, Andre, zabiera swoją córkę na wspólne wakacje na Bahamy, jednak Nicole o wiele bardziej ceni sobie wolność, niż ciągły dozór ojca, dlatego wymyśla historię o tym, że Andre jest jej kochankiem. Przez to kłamstwo mężczyzna zaczyna być wrogo traktowany przez resztę wczasowiczów. Nicole poznaje przystojnego chłopca, Bena, którego z pomocą Andre próbuje zdobyć.

## Obsada
- Katherine Heigl − Nicole
- Gérard Depardieu − Andre
- Dalton James − Ben
- Lauren Hutton − Megan
- Faith Prince − Diana
- Stephen Tobolowsky − Mike
- Emma Thompson − Isobel
- Ann Hearn − Stella
- Frank Renzulli − Fred
- Stephen Burrows − Hakim
- Michael Robinson − Tom
- Manny Jacobs − Raymond
- Robyn Peterson − Doris